# Sötpotatis
Sötpotatis (Ipomoea batatas) eller batat (camote i Bolivia) är en flerårig, krypande ört i familjen vindeväxter. 
Rotknölarna används ungefär som potatis men smakar sött. Även unga skott är ätliga. På senare tid har prydnadssorter tagits fram som odlas för sina vackra blad. Sötpotatisen är endast mycket avlägset släkt med vanlig potatis; de tillhör dock samma ordning, Solanales.

## Beskrivning
Sötpotatis är en perenn ört, stjälkarna är dock ettåriga och växten lever vidare genom sina rotknölar. Stjälkar är kala till håriga, krypande och slingrande, sällsynt klättrande, välförgrenade, gröna eller purpurfärgade, rotar sig vid noderna. Bladen är gröna, brett äggformade till runda, 4–13 centimeter långa och 3–13 centimeter breda, hela eller handflikiga, med 3-7 flikar. Blommorna är klocklika till trattlika, vita till rosa eller purpurfärgade, med mörkare svalg.
Rotknölarna är oftast avlånga och kan vara vita, rosaröda, orange, lila eller bruna. Knölarna har en  söt smak, och de innehåller mycket stärkelse.
Två varieteter erkänns:
- var. batatas
- var. apiculata (Martens & Galeotti) J.A.McDonald & D.F.Austin - från Vera Crux, Mexiko.

## Historia
Man tror att sötpotatisen stammar från en oansenlig slingerväxt i Central- eller Sydamerika. Ursprungsarter kan vara Ipomoea trifida eller Ipomoea tiliacea, eller en hybrid. De vilda arterna saknar rotknölarna. Sötpotatisen spreds över Central-, Sydamerika och Västindien. Namnet batat kommer från det västindiska språket arawak.
Sötpotatis var en viktig gröda på de polynesiska öarna långt innan européerna landsteg: Påskön (Roggeveen, 1722),  Nya Zeeland (Cook, 1769) och Hawaii (Cook, 1778). Maorierna på Nya Zeeland kallade växten kumar, vilket märkligt nog är samma namn som används i Peru. Sötpotatisen producerar normalt inga frön, vilket gör att den måste ha spridits i form av rotknölar. Rotknölarna klarar inte att spridas via havsströmmar. Det betyder antingen att polynesier besökte den sydamerikanska kusten och tog med sig sötpotatis hem till sina öar, eller att indianer från Sydamerika besökte Polynesien och lämnade sötpotatis där. Thor Heyerdahl har med sin Kon-Tiki-expedition visat att det var möjligt för indianerna att ta sig till Polynesien med hjälp av flottar i balsaträ. Det troligaste är att det var polynesierna som hämtade sötpotatisen i Sydamerika och att den först spreds till Sällskapsöarna och sedan Hawaii för vidare spridning till resten av Polynesien. Spanjorerna förde sötpotatisen till Filippinerna och också tidigt till Spanien. Därifrån spreds den till Medelhavsområdet till Fjärran östern där det blev en viktig gröda.

## Odling
Sötpotatisen odlas i hela den tropiska zonen och är en särskilt viktig kulturväxt i Kina med cirka 67 % av världsproduktionen, Västafrika, Japan, Indonesien och Brasilien. Odlingen av sötpotatis kräver värme och mycket arbete, ofta för hand. Sötpotatisen förökas med sticklingar och odlas oftast året runt i varma och fuktiga områden där arbetskraften är billig. Det tar mer än 120 dagar att få en skörd. Nästan en tredjedel av rotknölarna måste kasseras, eftersom de ruttnar lätt. Växtens blad används som boskapsfoder, och de unga skotten kan användas som grönsak.
Sötpotatis kan odlas på friland i Sverige och det går även bra att odla sötpotatis som krukväxt. Plantera knölarna i vanlig standardjord och låt toppen sticka upp ovan jord. Vattna och placera så ljust som möjligt. Om knölen inte är behandlad med tillväxthämmare kommer skottbildningen snart igång. Vattna regelbundet och ge näring en gång i veckan under sommaren. Plantan blir en fin bladväxt, men blommar sällan eftersom det krävs långa nätter för att stimulera knoppbildning.
I FAO:s databas publiceras statistik om sötpotatisskörd och sötpotatisareal i världen under kategorin Production och underkategorin Crops.
| Nr                                                                    | Område                 | Produktion (ton) | Andel (%) |
| --------------------------------------------------------------------- | ---------------------- | ---------------- | --------- |
| 1                                                                     | Kina                   | 71 305 000       | 66,89 %   |
| 2                                                                     | Nigeria                | 3 775 425        | 3,54 %    |
| 3                                                                     | Tanzania               | 3 500 699        | 3,28 %    |
| 4                                                                     | Etiopien               | 2 701 599        | 2,53 %    |
| 5                                                                     | Moçambique             | 2 400 000        | 2,25 %    |
| 6                                                                     | Indonesien             | 2 382 658        | 2,24 %    |
| 7                                                                     | Angola                 | 1 928 954        | 1,81 %    |
| 8                                                                     | Uganda                 | 1 863 000        | 1,75 %    |
| 9                                                                     | Vietnam                | 1 401 055        | 1,31 %    |
| 10                                                                    | USA                    | 1 341 910        | 1,26 %    |
| 11                                                                    | Madagaskar             | 1 143 499        | 1,07 %    |
| 12                                                                    | Indien                 | 1 087 880        | 1,02 %    |
| 13                                                                    | Rwanda                 | 940 786          | 0,88 %    |
| 14                                                                    | Japan                  | 886 500          | 0,83 %    |
| 15                                                                    | Kenya                  | 763 643          | 0,72 %    |
|                                                                       | Total världsproduktion | 106 601 603      | 100,00 %  |
| Källa: FN:s livsmedels- och jordbruksorganisation:s data för år 2014. |                        |                  |           |

1. ↑  Kina utom  Hongkong,  Macao och  Taiwan

## Användning
Sötpotatis är huvudfödoämne för en stor del av befolkningen i många länder. Sötpotatis kan användas på i stort sett samma sätt som potatis, men används också i desserter och kakor. 

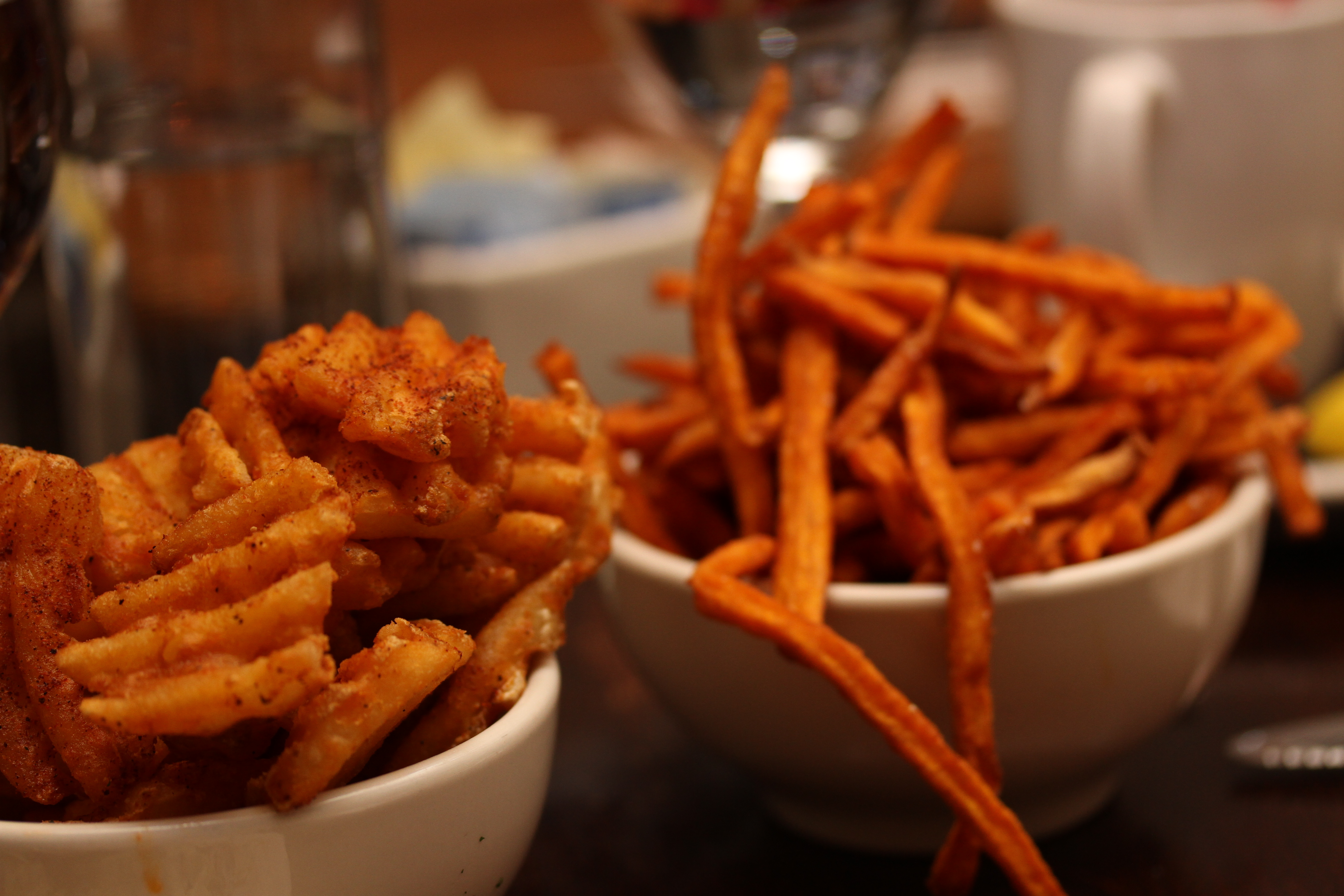
Friterad sötpotatis
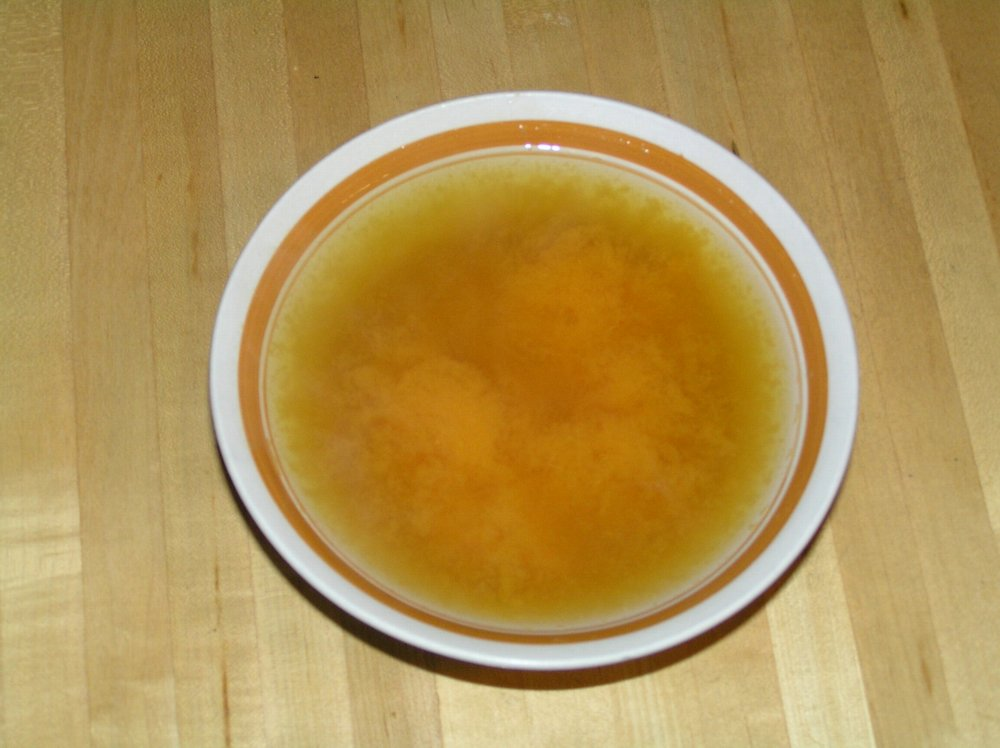
Soppa
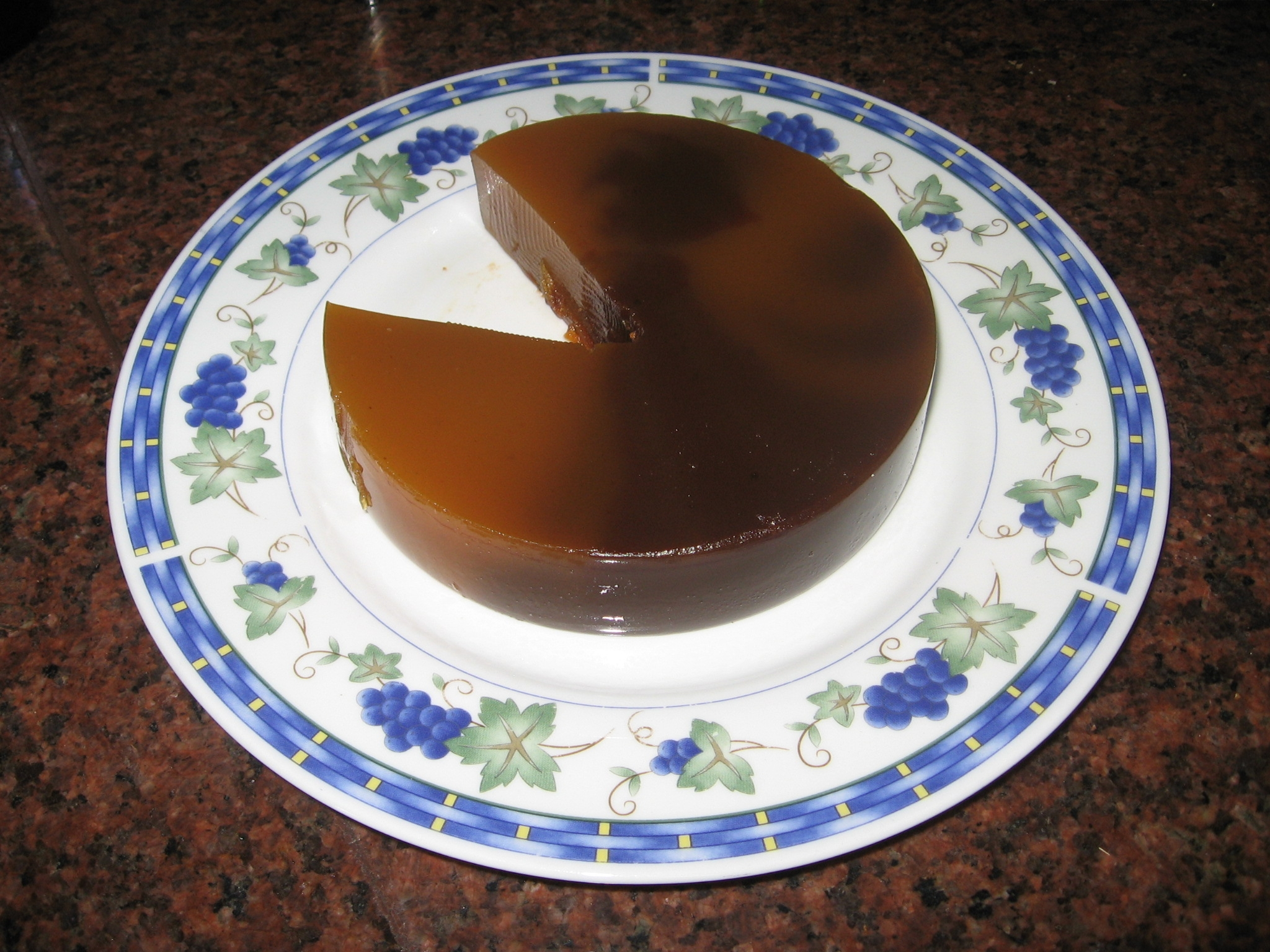
Efterrätt

## Sorter

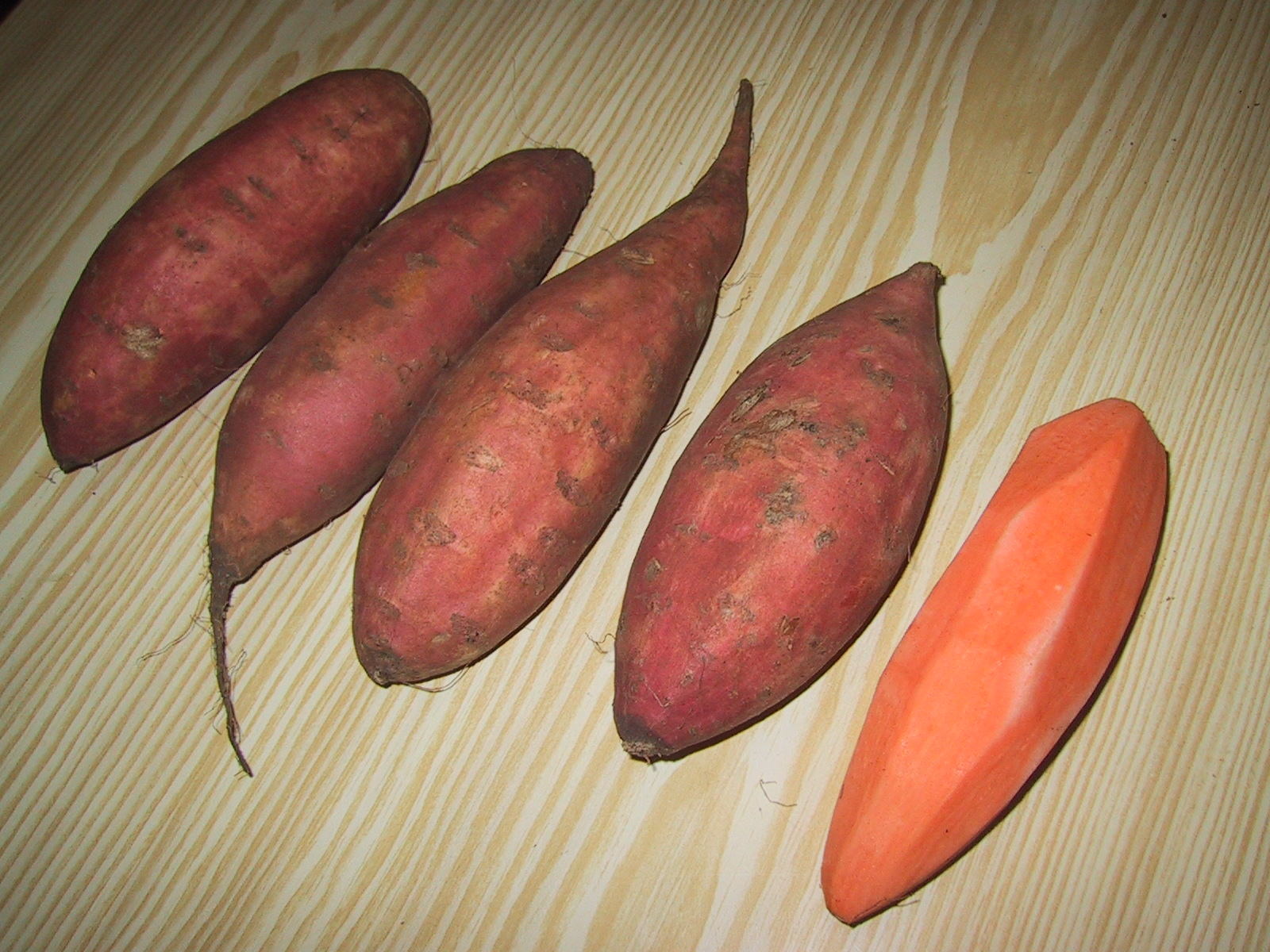
Sötpotatisens rotknölar

Det finns hundratals sorter i odling. 
- Beauregard – kanske den tåligaste och kan ge skörd i södra England. I Sverige krävs växthus.
- Tokatoka Gold – en vanlig sort på Nya Zeeland. Den har stora, runda, släta knölar som är ljust färgade.

På senare tid har flera prydnadssorter tagit fram med mycket vackra blad. De kan användas som krukväxter eller som utplanteringsväxter i mycket varma lägen.
- Ace of Spades – mörkt purpursvarta blad, bladen är hela, hjärtlika.
- Blackie – har mörkt purpur till purpursvarta, femflikiga blad. Bästa färgen får sorten i full sol.
- Ivory Jewel – blad gröna, med gröngula fläckar och fält.
- Margarita – hjärtlika, gulgröna blad.
- Pink Frost – bladen är fläckiga i grönt, rosa och vitt.
- Sweet Caroline Yellow and Green – bladen är gulstrimmiga.

## Synonymer
- var. batatas

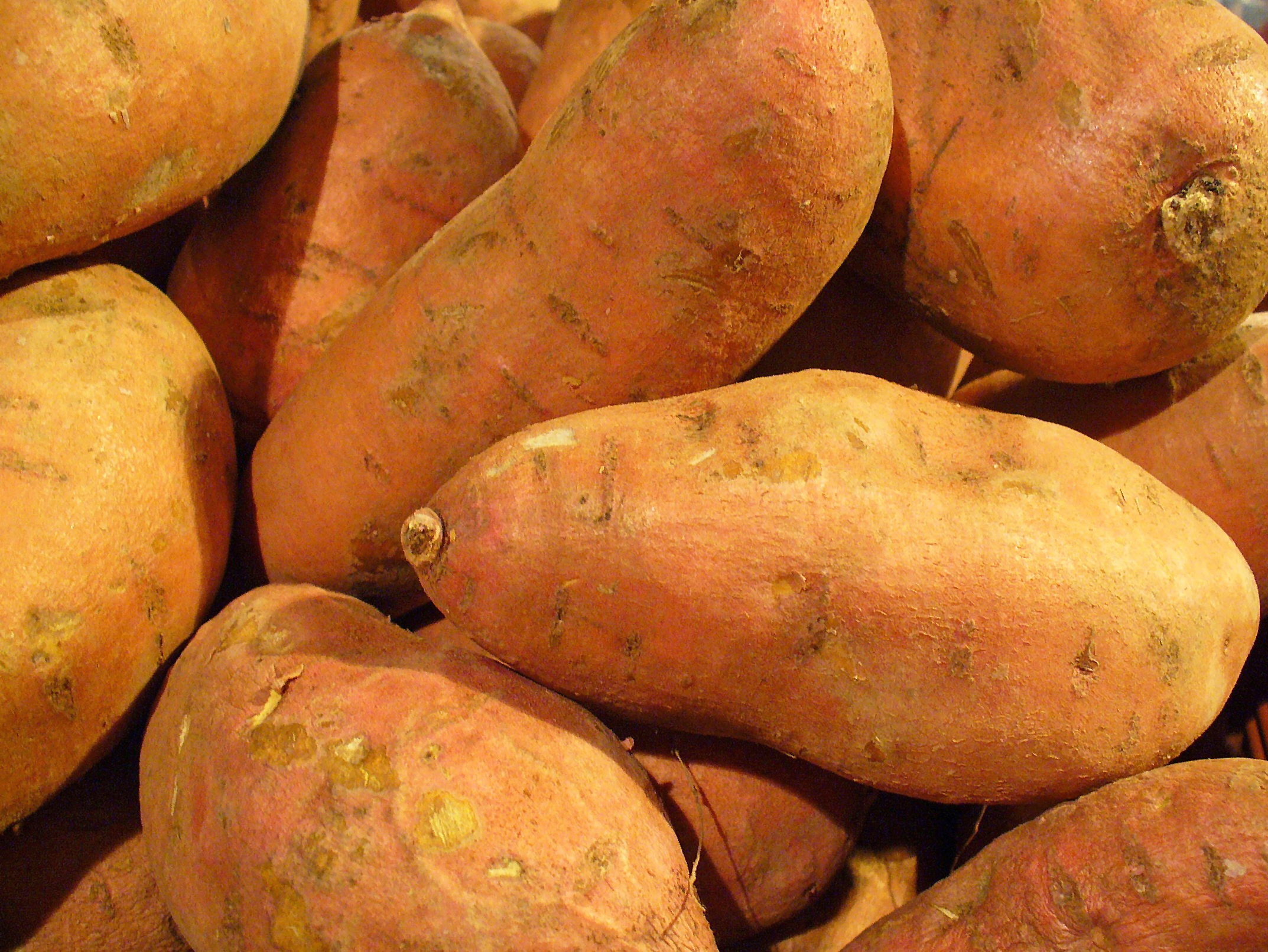
Olika sorter av sötpotatis kan ha olika färg på rotknölarna.

  - Batatas edulis (Thunberg) Choisy, 1834
  - Batatas edulis var. erythrorrhiza Voigt
  - Batatas edulis var. leucorrhiza Voigt
  - Convolvulus batatas L., 1753
  - Convolvulus candicans Solander ex Sims
  - Convolvulus edulis Thunberg, 1784
  - Convolvulus chrysorrhizus Solander ex G.Forster, 1786
  - Ipomoea batatas f. trifida Moldenke, 1947
  - Ipomoea batatas var. dissoluta Kuntze, 1891
  - Ipomoea batatas var. edulis (Thunberg) Kuntze, 1891
  - Ipomoea batatas var. edulis (Thunberg) Makino
  - Ipomoea batatas var. erythrorrhiza (Voigt) M.R.Almeida, 2001
  - Ipomoea batatas var. fastigata (Sweet) Kuntze
  - Ipomoea batatas var. leucorrhiza Grisebach, 1861
  - Ipomoea batatas var. leucorrhiza (Voigt) M.R.Almeida, 2001 nom. illeg.
  - Ipomoea batatas var. lobata Gagnepain & Courchet
  - Ipomoea batatas var. porphyrorhiza Grisebach. 1861
  - Ipomoea catesbaei G.Meyer
  - Ipomoea chrysorrhiza' (Solander ex G.Forster) Peter
  - Ipomoea davidsoniae Standley
  - Ipomoea edulis Niederlein
  - Ipomoea edulis (Thunberg) Makino
  - Ipomoea fastigata Sweet, 1826
  - Ipomoea fastigata var. ciliata Huber, 1898
  - Ipomoea fastigata var. pauciflora Meisn., 1869
  - Ipomoea mucronata Schery
  - Ipomoea purpusii House
  - Ipomoea vulsa House

- var. apiculata
  - Ipomoea apiculata Martens & Galeotti